# Azocaan
Azocaan is een heterocyclische organische verbinding met als brutoformule C7H15N. De structuur bestaat uit een verzadigde achtring (cyclo-octaan), waarbij 1 koolstofatoom is vervangen door een stikstofatoom.